# NGC 1711
NGC 1711 je otvoreni skup u zviježđu Stolu. 

## Vanjske poveznice
- SEDS: NGC 1711